# Молосковиці (Курське сільське поселення)
Молосковиці (рос. Молосковицы) — селище залізничної станції у Волосовському районі Ленінградської області Російської Федерації.
Населення становить 236 осіб. Належить до муніципального утворення Большеврудське сільське поселення.

## Історія
Від 1 серпня 1927 року належить до Ленінградської області.

## Населення
| 1997 | 2007 | 2010 | 2013 | 2014 | 2017 |
| ---- | ---- | ---- | ---- | ---- | ---- |
| 188  | ↗205 | ↗234 | ↗235 | ↗246 | ↘236 |